# 金水漏印

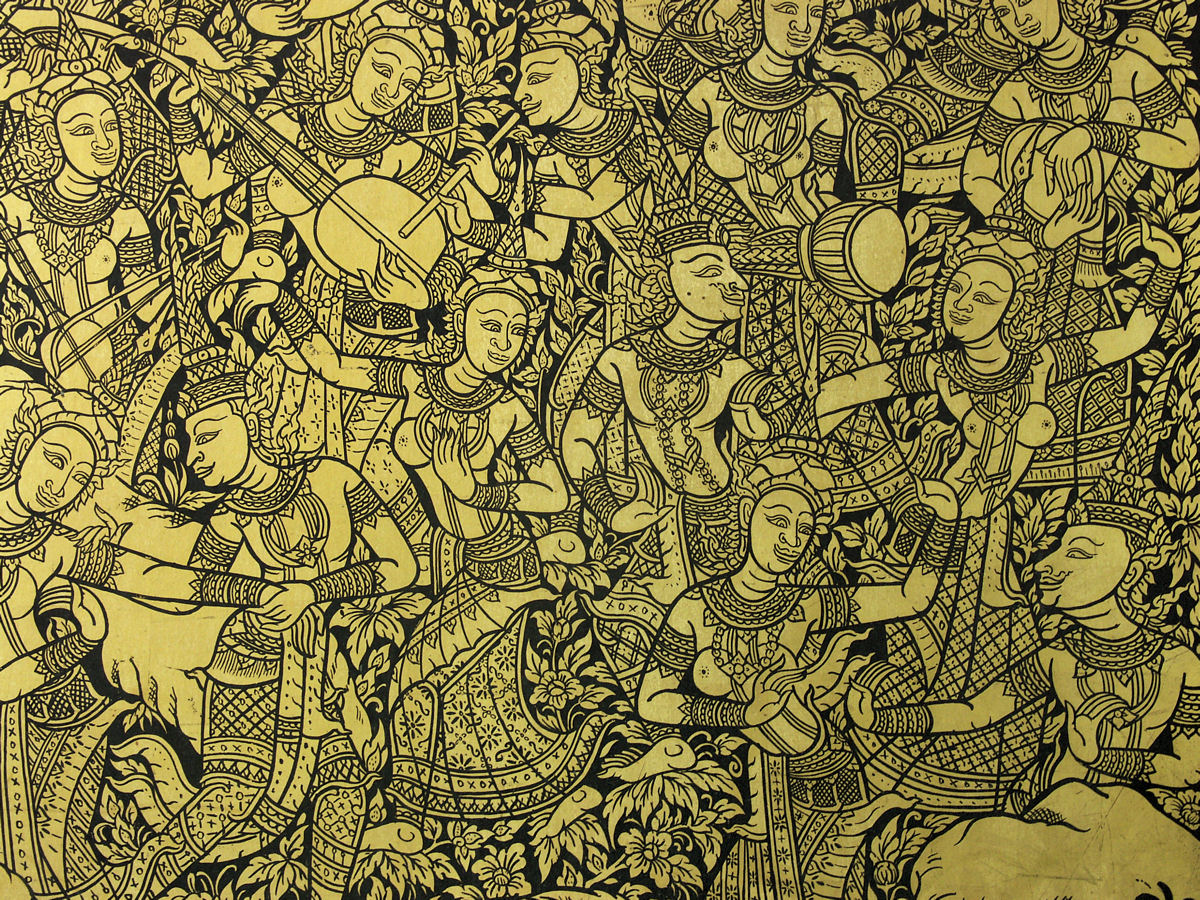
泰國曼谷善見寺窗板上的水洗金箔圖案

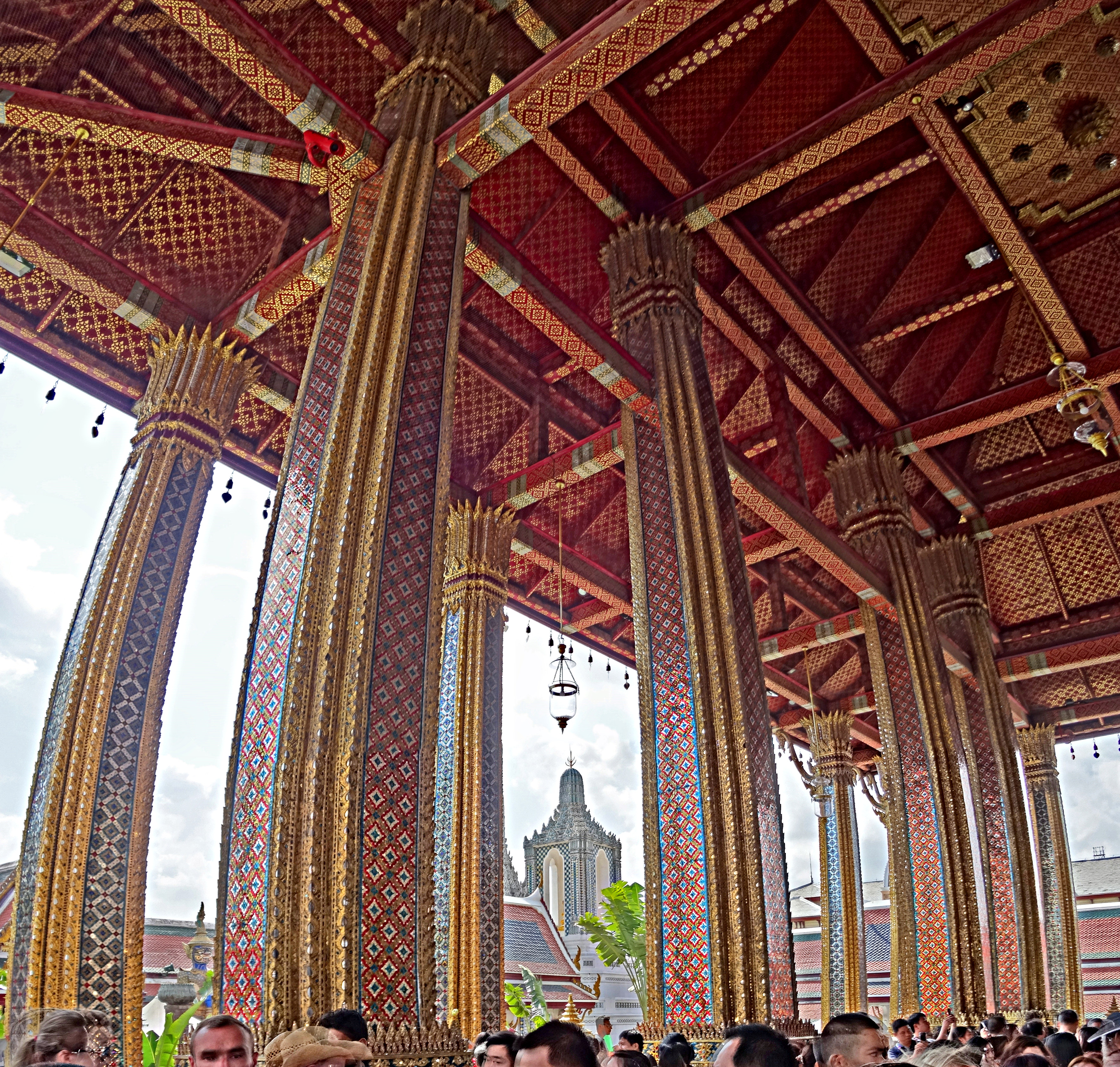
曼谷玉佛寺戒堂天花板的金箔画图案

金水漏印是泰傣民族傳統技藝，傣語稱“滴夯”，是制作金箔画的一种工艺。利用黑漆或紅漆作底色，再用剪紙罩住底面，以胶状物罩住需要维持底色的部分，以金漆著色或是将金箔贴在鏤空部位，即呈現金水圖案。泰国称水磨漆金、“描金”，起源于阿瑜陀耶时期，为王室专用的工艺，其成就在17世纪至18世纪早期达到顶峰，并延续至吞武里时期和拉达那哥欣时期，直至现代。
金箔画常見於泰傣人上座部佛教洼寺的门、屋檐、房梁、墙壁、柱子、佛龛两侧、经台、须弥座背面、隔扇、照壁、门亭、回廊、天花板等各种木构件上，图案大多是佛经故事和教义，亦可见泰国婆罗门教神话艺术之元素，常见佛像、佛寺、菩提、莲花、大象、花草等图案。

## 工序
首先在底面涂上黑漆作底色。这种黑漆是缅甸漆树树脂制作，之后工匠将图案剪纸贴在底面上，并勾勒出图案轮廓，接着在需要保持底色的部分涂上一层黄色胶状物（ namya horadan），为雄黄水和生漆混合而成。待这层薄漆半干之后，贴上金箔，然后揭去剪纸。静置20小时，用水冲洗掉胶状物，露出黑色的漆面，留下已经贴上金箔的图案。因此，这项技艺在泰国就称为水磨漆金（ Lai yit thong rotnam），简称 Lai rotnam。
金水漏印、水磨漆金是泰傣民族金箔画艺术的其中一种工艺。其他相对简单的工序还包括：以花纹模板覆盖贴金；整个贴金，再用笔雕出图案；模板和笔配合作画。

## 图册
- 曼谷大皇宫的一处门板
- 前宫（曼谷国立博物馆）129号柜
- 宣帕甲宫（英语：Suan Pakkad Palace）
- 佛统大塔寺的女人树传说图案
- 曼谷黎明寺的一处窗板
- 曼谷金佛寺大门，类似中国文化的门神
- 曼谷金钟寺（英语：Wat Rakhang）戒堂大门
- 大英图书馆藏暹罗中部木制手稿柜
- 曼谷国立博物馆的工匠正维护水磨漆金
- 清迈兰纳民俗博物馆（英语：Lanna Folklife Museum）
- 清迈帕邢寺的一处窗板
- 清迈帕邢寺
- 清迈帕邢寺
- 清迈双龙寺
- 老挝琅勃拉邦香通寺
- 老挝琅勃拉邦香通寺